# Conocephalus caudalis
Conocephalus caudalis är en insektsart som först beskrevs av Walker, F. 1869.  Conocephalus caudalis ingår i släktet Conocephalus och familjen vårtbitare. Inga underarter finns listade i Catalogue of Life.